# Митрула болотная
Ми́трула боло́тная (лат. Mítrula paludósa) — вид грибов, входящий в род Митрула (Mitrula), входящего в порядок Гелоциевые (Helotiales). Типовой вид рода.

## Описание
Плодовые тела — водянисто-мясистые апотеции булавовидной или яйцевидной формы. Диск ярко-оранжево-жёлтый приподнят над субстратом на ножке. Ножка 2—4(8) см высотой, бледно-жёлтая или серовато-беловатая, просвечивающаяся, ломкая, обычно почти прямая, расширяющаяся книзу, с полостью внутри.
Споры в массе белого цвета. Аски булавовидной формы, 90—130×7—9 мкм, содержат 8 спор, каждая из которых одноклеточная, веретеновидной формы, 10—15×3,5—4 мкм, неокрашенная, с гладкими стенками. Парафизы амилоидные, 105—140×2 мкм, септированные.
Пищевого значения гриб не имеет из-за небольших размеров и тонкой мякоти.

### Сходные виды

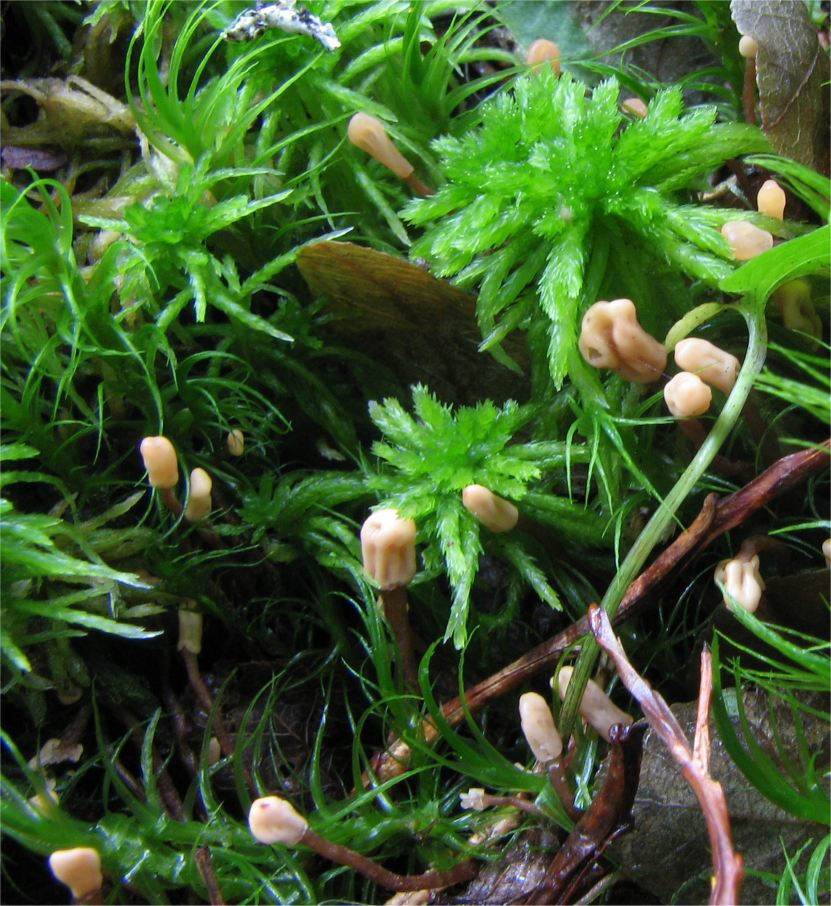
Heyderia abietis

Гриб легко определяется по внешнему виду и консистенции. Можно спутать с другими водолюбивыми аскомицетами:
- Heyderia abietis (Fr.) Weinm., 1826 отличается красноватой ножкой и палевым диском. Произрастает во влажных местах под пихтой и елью.
- Vibrissea truncorum (Alb. & Schwein.) Fr., 1822 отличается формой диска, мелкочешуйчатой ножкой, в окраске которой присутствует черноватый оттенок. Произрастает на приподнимающихся из воды веточках.

## Экология и ареал
Сапротроф. Произрастает группами, иногда очень большими (десятками и сотнями плодовых тел), большей частью в горных регионах на очень влажной гниющей древесине хвойных и лиственных деревьев, иногда полностью погружены под воду. Сезон — конец весны — начало лета. Считается индикатором чистой воды. Широко распространена в Европе и на востоке Северной Америки, однако сравнительно редка.

## Синонимы
- Clavaria epiphylla Dicks., 1785
- Clavaria phalloides Bull., 1789
- Helvella aurantiaca A.Cumino, 1805
- Helvella bulliardii (Pers.) DC., 1805
- Helvella dicksonii (Pers.) Poir., 1813
- Helvella laricina Vill., 1789
- Helvella ludwigii (Pers.) Poir., 1813
- Leotia bulliardii Pers., 1801
- Leotia dicksonii Pers., 1801
- Leotia epiphylla (Dicks.) Hook., 1821
- Leotia laricina (Vill.) Pers., 1801
- Leotia ludwigii Pers., 1801
- Leotia uliginosa Pers., 1822
- Leotia uliginosa subsp. aurantiaca (Cumino) Pers., 1822
- Leotia uliginosa var. bulliardii (Pers.) Pers., 1822
- Mitrula norvegica Rostr., 1904
- Mitrula omphalostoma Benedix, 1962
- Mitrula paludosa var. aurantiaca (Cumino) Damblon & Lambinon, 1959
- Mitrula phalloides (Bull.) Chevall., 1826